# Five Minute Fall
Five Minute Fall ist eine Melodic Hardcore/Punk-Gruppe aus Salzburg. Sie sind beeinflusst von Bands wie boysetsfire und Defeater, haben aber einen eigenen Sound.

## Geschichte
Nach etlichen Gesprächen in Salzburg im Jänner 2010 und nachdem Songdemos verschickt und für gut befunden wurden, konnten Jürgen Maurer und Martin Reiter den Lead-Gitarristen Simon Paulus verpflichten, der mit Reiter bereits in der Band By The Ocean zusammen spielte. Auch Bernhard Breidler, damals Schlagzeuger bei Noise4Nothing und Nuda sowie Patrick Neulinger, dem Ex-Bassist von Below Zero wurden überzeugt, eine eigene Band zu gründen. Breidler musste die Band aufgrund seiner anderen Band-Verpflichtungen nach Ausarbeitung der ersten Lieder verlassen. Daraufhin übernahm Stefan seinen Platz und es konnten die ersten Lieder live gespielt werden. Der Sound von Five Minute Fall überzeugte in kurzer Zeit viele Fans. Ein Jahr nach der Gründung wurde die erste EP aufgenommen. Im August 2011 verließen Patrick und Stefan die Band aus persönlichen Gründen. Der eingespielten Truppe war zu diesem Zeitpunkt klar, Breidler wieder zurück in die Band zu holen. Zudem wurde Christoph Roither als Bassist eingestellt.
Im September 2011 begann die neu formierte Band die bereits vorhandenen Lieder auszuarbeiten und neue Lieder zu schreiben, mit dem Ziel im Jänner 2012 das erste Album aufzunehmen. Innerhalb von nur vier Monaten gelang es der Band insgesamt acht Lieder einzustudieren, um bei dem Schlagzeuger von The Blackout Argument Philip Seidl das Album Close to Collapse aufzunehmen. In dieser Zeit wurde das Label deafcult records auf die Band aufmerksam und im April 2012 folgte eine Release-Show mit anschließender 10-tägiger Europatour mit Stopps in Österreich, Tschechien, Serbien, Kroatien und Deutschland. Mittlerweile stand man bereits mit Bands wie Hot Water  Music, boysetsfire, A Wilhelm Scream und Death Before Dishonor auf der Bühne und spielte auf dem international bekannten Metalfest in Braunau. Im Oktober 2012 verließen Gitarrist Paulus und Bassist Roither die Band aus beruflichen Gründen. Bis Ende 2012 wurden zwei neue Mitglieder öffentlich bekannt gegeben: Christoph Pucher, ehemaliger Lead-Gitarrist von Tempted to Deception und Jimbo Jones als Bassist, Gitarrist der Black-Metal-Band Karg und Sänger der Black-Metal-Band Harakiri for the Sky.
Anfang 2015 erschien das zweite Album Centuries Wasted über das neu gegründete Label Ride+Hun. Mitte 2015 wurde das Album schließlich auch auf Vinyl herausgegeben.
Nach mehrfachen Touren durch Europa gab die Band im November 2015 ihre Auflösung bekannt. Am  28. Mai 2016 fand die letzte Show der Band in Salzburg statt.

## Diskografie
- 2011: Selftitled (EP)
- 2012: Close to Collapse (LP, Deafcult records)
- 2013: Distorted Reflection (EP)
- 2015: Centuries Wasted (CD, Ride+Hun)
- 2015: Centuries Wasted (Vinyl / Stray Rec. Rise or Rust Rec. Monday Morning Rec.Black Lungs Rec.)

## Reviews zuClose To Collapse
- 02/2012: Metal-Underground, 4,5 von 5 Punkte
- 06/2012: Metal.de, 7 von 10 Punkte[2]
- 06/2012: The Pit, Live-Review vom Metalfest
- 06/2012: Outspoken.de, 8 von 10 Punkte
- 07/2012: FUZE Magazine, Nr. 35
- 07/2012: Music-Scan, 7 von 10 Punkte[3]
- 08/2012: OX-Fanzine, Nr. 103